# 萧图古辞
萧图古辞（？—？）字何宁，契丹楮特部人。辽国政治人物。
重熙年间任职，以才能著称，累迁左中丞。清宁初年，任北面林牙，后任北院枢密副使。敏感，善于察言观色。应对合皇上辽道宗意。皇太后曾说：“有大事，非耶律化哥、萧图古辞不能决 。”受皇恩日隆。任北院枢密使知事。清宁六年（1060年），出任黄龙知府。清宁八年（1062年），拜南府宰相。不久为北院枢密使，受诏允许便宜从事。为人奸佞有余，好聚敛钱财，专制刚愎，变更法度。为枢密数月，所荐引多为耶律重元党羽，耶律重元叛乱，于是他被免为庶人。后入兴圣宫为奴，去世。

## 传記資料
- 《辽史》卷111 列传第41 姦臣下